# Torricella, Taranto
Torricella är en ort och kommun i provinsen Taranto i regionen Apulien i Italien. Kommunen hade 4 183 invånare (2017).